# Выборы в Сенат США в Калифорнии (2022)
Выборы в Сенат США в Калифорнии состоялись 8 ноября 2022 года. Победитель представит штат в верхней палате Конгресса США.
На одну и ту же должность проводилось два голосования: всеобщие и дополнительные выборы. Действующий сенатор Алекс Падилья был назначен на вакантную должность, образовавшуюся в результате избрания Камалы Харрис на пост вице-президента, и намерен баллотироваться на полный срок. 7 июня состоялись внутрипартийные выборы.
Камала Харрис, которая была избрана в 2016 году, подала в отставку со своего поста 18 января 2021 года, после того как в ноябре 2020 года заняла должность вице-президента США в кабинете Джо Байдена. Губернатор Гэвин Ньюсом воспользовался правом избрать её преемника, которым стал госсекретарь Калифорнии Алекс Падилья.
По результатам всеобщих выборов Падилья одержал победу.

## Кандидаты

### Демократическая партия

#### Номинант
- Алекс Падилья — действующий сенатор США от штата Калифорния (с 2021 года), госсекретарь Калифорнии (2015—2021)[6]

#### Участники праймериз
- Акиньеми Агбеде — математик[3]
- Дэн О'Дауд — основатель и президент Green Hills Software, кандидат в Сенат США (1994)[7]
- Обайдул Хук Пирджада — адвокат[3]
- Дуглас Ховард Пирс — бизнесмен, кандидат в Сенат США (2018)[3]
- Тимоти Урсич — доктор[3]

#### Отказавшиеся от выдвижения
- Ро Ханна[англ.] — член Палаты представителей от 17–го округа Калифорнии (с 2017 года) (поддержал Падилью)[8][9]

### Республиканская партия

#### Номинант
- Марк Мейзер — адвокат, кандидат на пост госсекретаря Калифорнии (2018)[3]

#### Участники праймериз
- Джеймс Брэдли — бизнесмен, кандидат в Сенат США (2018)[3]
- Роберт Джордж Лусеро-младший — консультант[3]
- Сара Сан Лью — предприниматель[3]
- Энрике Петрис — бизнесмен[3]
- Чак Смит — отставной сотрудник правоохранительных органов[3]
- Карлос Гильермо Тапиа — бизнесмен[3]
- Корди Уильямс — ветеран морской пехоты и врач[3]
- Майрон Холл — врач[3]
- Лицзюнь Чжоу (вписанный кандидат)[10]
- Джон Элист — владелец малого бизнеса[3]

#### Снявшиеся с выборов
- Ивонн Жирар — отставной государственный служащий[11]
- Элизабет Хенг — политик, кандидат в Палату представителей от 16-го округа Калифорнии (2018) (баллотируется в Палату представителей от 22-го округа Калифорнии)[12][13][14]

#### Отказавшиеся от выдвижения
- Майк Гарсия[англ.] — член Палаты представителей от 25–го округа Калифорнии (с 2020 года) (переизбирается)[15]
- Даррелл Исса[англ.] — член Палаты представителей от 50–го округа (с 2021 года) и 49–го округа Калифорнии (2001—2019) (переизбирается)[16]
- Янг Ким[англ.] — член Палаты представителей от 39–го округа (с 2021 года) (переизбирается)[17]
- Мишель Стил[англ.] — член Палаты представителей от 48–го округа (с 2021 года) (переизбирается)[18]

### Партия зелёных

#### Участники праймериз
- Джеймс Конн — педагог, кандидат на пост мэра города Лонг-Бич (2018)[3]
- Памела Элизондо — предприниматель[3]

### Партия мира и свободы

#### Участники праймериз
- Джон Паркер[англ.] — политик, кандидат в Сенат (2018), а также кандидат в президенты от Мировой рабочей партии (2004)[19]

### Без партийной принадлежности

#### Участники праймериз
- Дафна Брэдфорд — предприниматель, кандидат в президенты (2020)[3]
- Элеонор Гарсия — работник сферы промышленности[3] (СРП)
- Дон Грундманн — мануальный терапевт[3] (КП)
- Деон Дженкинс[3]
- Марк Александр Рот (вписанный кандидат)[10]
- Марк Рузон — инженер-программист (Американская партия солидарности[англ.]) (вписанный кандидат)[10]
- Ирен Рэтлифф (вписанный кандидат)[10]

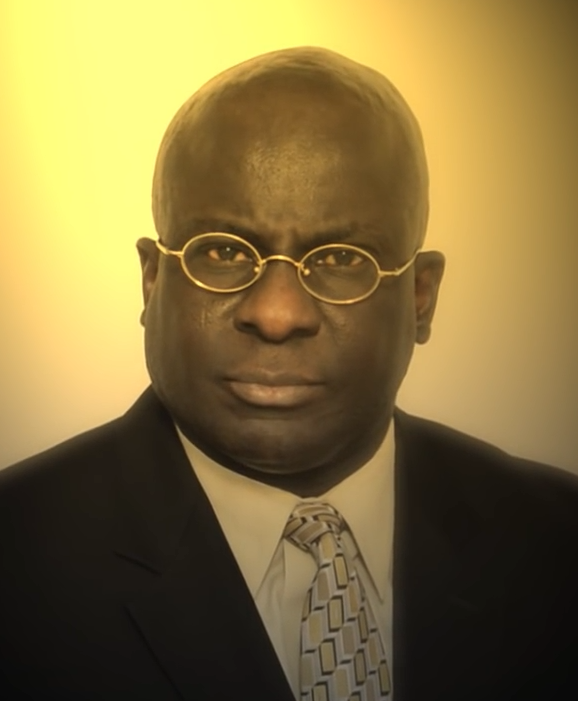
Акиньеми Агбеде
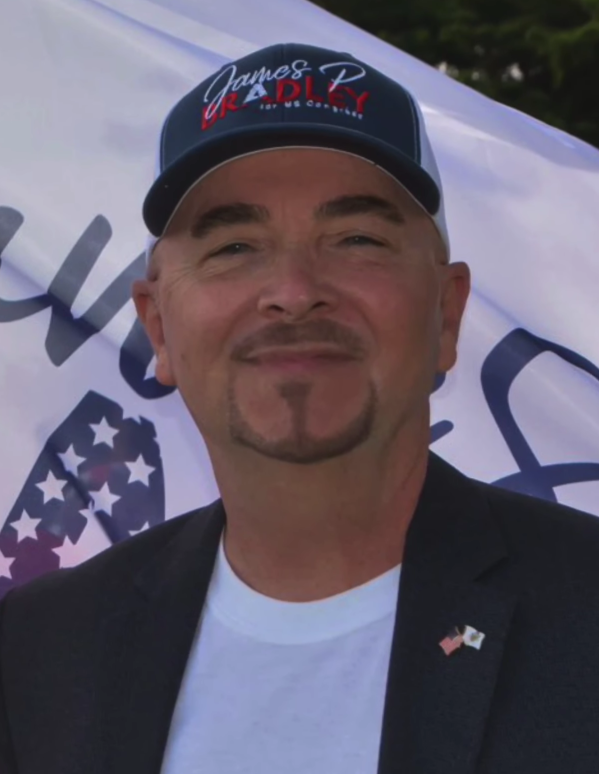
Джеймс Брэдли
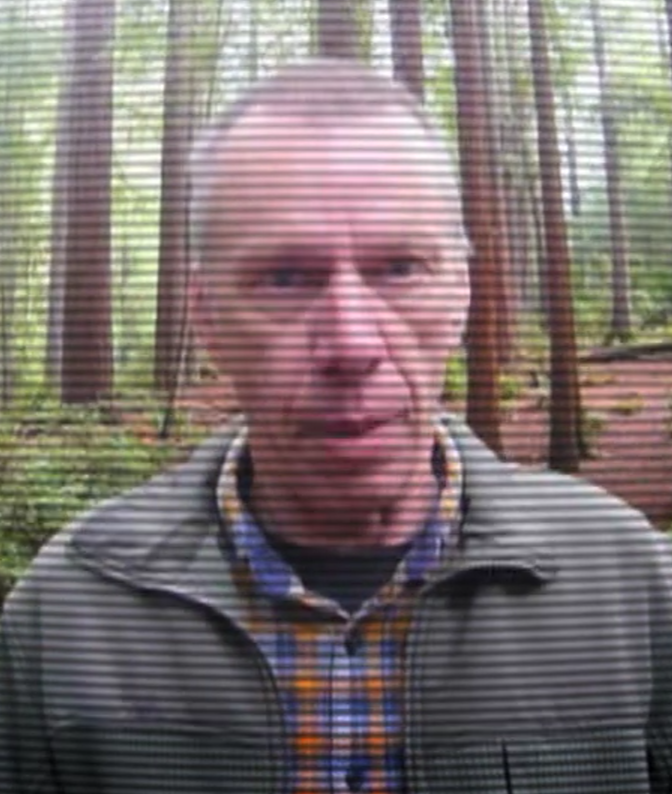
Джеймс Конн
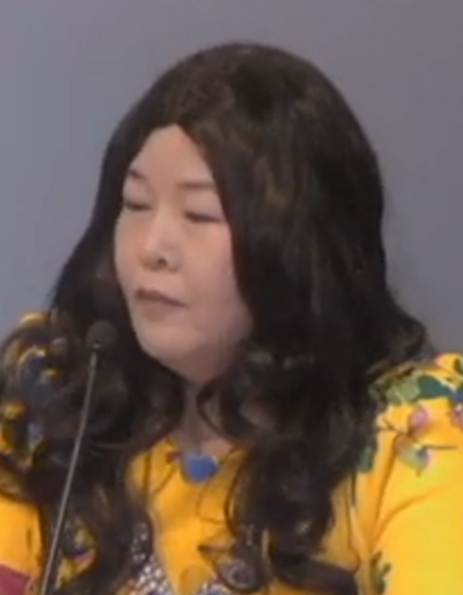
Сара Сан Лью
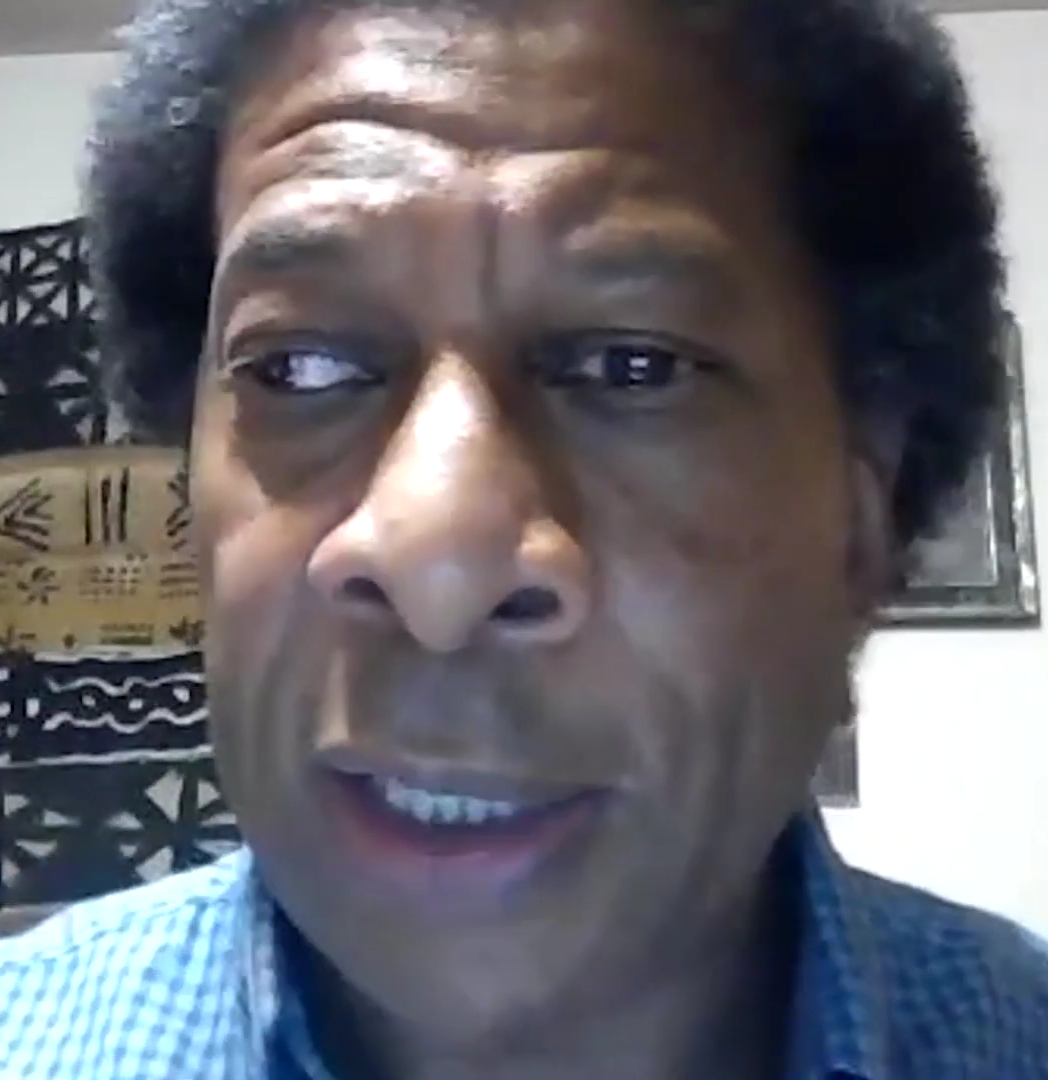
Джон Паркер[англ.]

## Праймериз

### Кампания
Действующий сенатор Алекс Падилья был назначен на эту должность в январе 2021 года после избрания Камалы Харрис на пост вице-президента США. Вскоре после своего назначения Падилья сосредоточился на кампании по переизбранию, стратегия которой сосредоточена на пропаганде прогрессивизма и налаживании связей с левыми организациями, имеющими конфронтацию с другим сенатором от Калифорнии Дианой Файнстайн. Потенциальным соперником Падильи от Демократической партии считался член Палаты представителей Ро Ханна — убеждённый левый демократ, получивший известность в качестве сопредседателя президентской кампании Берни Сандерса и имеющий поддержку со стороны населения азиатского и тихоокеанского происхождения. 9 августа 2021 года Ханна объявил, что поддержит кандидатуру Падильи. Газета San Francisco Chronicle отмечала, что маловероятно появление серьёзного оппонента-республиканца, поскольку уверенные позиции Демократической партии в Калифорнии привели к тому, что потенциально сильные кандидаты, такие как члены Палаты представителей Майк Гарсия и Янг Ким, предпочли баллотироваться на переизбрание, нежели бороться за место в Сенате.

### Дополнительные выборы

#### Опросы
| Источник опроса | Период проведения | Размер выборки | Уровень погрешности | (Н) Дафна Брэдфорд | (Р) Джеймс Брэдли | (Р) Джон Элист | (Р) Майрон Холл | (Р) Марк Мейзер | (Д) Дэн О'Дауд | (Д) Алекс Падилья | (Д) Тимоти Урсич | Другие/ Неопределившиеся |
| --------------- | ----------------- | -------------- | ------------------- | ------------------ | ----------------- | -------------- | --------------- | --------------- | -------------- | ----------------- | ---------------- | ------------------------ |
| Berkeley IGS    | 24–31 мая 2022    | 3438 (ПИ)      | ±2,2%               | 1%                 | 7%                | 5%             | 2%              | 14%             | 3%             | 44%               | 2%               | 21%                      |
| SurveyUSA       | 13–15 мая 2021    | 709 (ПИ)       | ±4,5%               | 1%                 | 8%                | 7%             | 3%              | 11%             | 6%             | 40%               | 2%               | 22%                      |

#### Результаты

Результаты по округам:

Результаты по округам:

| Кандидат | Кандидат                | Партия                | Голосов   | %     |
| -------- | ----------------------- | --------------------- | --------- | ----- |
|          | Алекс Падилья (действ.) | Демократическая       | 3 740 582 | 54,98 |
|          | Марк Мейзер             | Республиканская       | 1 503 480 | 22,10 |
|          | Джеймс Брэдли           | Республиканская       | 472 052   | 6,94  |
|          | Джон Элист              | Республиканская       | 403 722   | 5,93  |
|          | Тимоти Урсич            | Демократическая       | 226 447   | 3,33  |
|          | Дэн О'Дауд              | Демократическая       | 191 531   | 2,82  |
|          | Майрон Холл             | Республиканская       | 143 038   | 2,10  |
|          | Дафна Брэдфорд          | Независимая           | 112 191   | 1,65  |
|          | Джон Паркер             | Партия мира и свободы | 9951      | 0,15  |
|          | Ирен Рэтлифф            | Независимая           | 12        | 0,00  |
| Всего    | Всего                   | Всего                 | 6 803 006 | 100   |

### Всеобщие выборы

#### Опросы
| Источник опроса | Период проведения | Размер выборки | Уровень погрешности | (Д) Акиньеми Агбеде | (Н) Дафна Брэдфорд | (Р) Джеймс Брэдли | (З) Джеймс Конн | (Р) Джон Элист | (З) Памела Элизондо | (Н) Элеонор Гарсия | (Н) Дон Грундманн | (Р) Майрон Холл | (Н) Деон Дженкинс | (Р) Сара Сан Лью | (Р) Роберт Лусеро-мл. | (Р) Марк Мейзер | (Д) Дэн О'Дауд | (Д) Алекс Падилья | (МС) Джон Паркер | (Р) Энрике Петрис | (Д) Дуглас Пирс | (Д) Обайдул Хук Пирджада | (Р) Чак Смит | (Р) Карлос Тапиа | (Д) Тимоти Урсич | (Р) Корди Уильямс | Другие/ Неопределившиеся |
| --------------- | ----------------- | -------------- | ------------------- | ------------------- | ------------------ | ----------------- | --------------- | -------------- | ------------------- | ------------------ | ----------------- | --------------- | ----------------- | ---------------- | --------------------- | --------------- | -------------- | ----------------- | ---------------- | ----------------- | --------------- | ------------------------ | ------------ | ---------------- | ---------------- | ----------------- | ------------------------ |
| Berkeley IGS    | 24–31 мая 2022    | 3438 (ПИ)      | ±2,2%               | 1%                  | 0%                 | 3%                | 0%              | 2%             | 1%                  | 0%                 | 0%                | 1%              | 0%                | 1%               | 0%                    | 11%             | 1%             | 42%               | 1%               | 0%                | 1%              | 1%                       | 6%           | 1%               | 1%               | 2%                | 22%                      |
| SurveyUSA       | 13–15 мая 2021    | 709 (ПИ)       | ±4,5%               | 2%                  | 0%                 | 9%                | 1%              | 4%             | 0%                  | 0%                 | 0%                | 3%              | 0%                | 3%               | 2%                    | 4%              | 1%             | 36%               | 0%               | 1%                | 2%              | 2%                       | 2%           | 1%               | 1%               | 1%                | 24%                      |

#### Результаты
| Кандидат | Кандидат                | Партия                | Голосов   | %     |
| -------- | ----------------------- | --------------------- | --------- | ----- |
|          | Алекс Падилья (действ.) | Демократическая       | 3 725 544 | 54,12 |
|          | Марк Мейзер             | Республиканская       | 1 028 374 | 14,94 |
|          | Корди Уильямс           | Республиканская       | 474 321   | 6,89  |
|          | Джон Элист              | Республиканская       | 289 716   | 4,21  |
|          | Чак Смит                | Республиканская       | 266 766   | 3,88  |
|          | Джеймс Брэдли           | Республиканская       | 235 788   | 3,42  |
|          | Дуглас Ховард Пирс      | Демократическая       | 116 771   | 1,70  |
|          | Джон Паркер             | Партия мира и свободы | 105 477   | 1,53  |
|          | Сара Сан Лью            | Республиканская       | 76 994    | 1,12  |
|          | Дэн О’Дауд              | Демократическая       | 74 916    | 1,09  |
|          | Акиньеми Агбеде         | Демократическая       | 70 971    | 1,03  |
|          | Майрон Холл             | Республиканская       | 66 161    | 0,96  |
|          | Тимоти Урсич            | Демократическая       | 58 348    | 0,85  |
|          | Роберт Лусеро-младший   | Республиканская       | 53 398    | 0,78  |
|          | Джеймс Конн             | Зелёные               | 35 983    | 0,52  |
|          | Элеонор Гарсия          | Независимая           | 34 625    | 0,50  |
|          | Карлос Гильермо Тапиа   | Республиканская       | 33 870    | 0,49  |
|          | Памела Элизондо         | Зелёные               | 31 981    | 0,46  |
|          | Энрике Петрис           | Республиканская       | 31 883    | 0,46  |
|          | Обайдул Хук Пирджада    | Демократическая       | 27 889    | 0,41  |
|          | Дафна Брэдфорд          | Независимая           | 26 900    | 0,39  |
|          | Дон Грундманн           | Независимый           | 10 181    | 0,15  |
|          | Деон Дженкинс           | Независимый           | 6936      | 0,10  |
|          | Марк Рузон              | Независимый           | 206       | 0,0   |
|          | Лицзюнь Чжоу            | Республиканская       | 58        | 0,0   |
|          | Ирен Рэтлифф            | Независимая           | 7         | 0,0   |
|          | Марк Александр Рот      | Независимый           | 1         | 0,0   |
| Всего    | Всего                   | Всего                 | 6 884 065 | 100   |

## Выборы

### Предвыборная статистика
Обозначения:
- Р — равенство
- НП — небольшое преимущество
- ДП — достаточное преимущество
- СП — существенное, но преодолимое преимущество
- ОП — огромное преимущество

| Источник                  | Рейтинг | По состоянию на: |
| ------------------------- | ------- | ---------------- |
| The Cook Political Report | ОП (Д)  | 22 сентября 2022 |
| Inside Elections          | ОП (Д)  | 23 сентября 2022 |
| Sabato's Crystal Ball     | ОП (Д)  | 31 августа 2022  |
| Politico                  | ОП (Д)  | 5 сентября 2022  |
| RealClearPolitics         | ОП (Д)  | 20 сентября 2022 |
| Fox News                  | ОП (Д)  | 20 сентября 2022 |
| DDHQ                      | ОП (Д)  | 12 сентября 2022 |
| 538                       | ОП (Д)  | 22 сентября 2022 |
| The Economist             | ОП (Д)  | 15 сентября 2022 |

### Опросы
Дополнительные выборы
| Источник опроса | Период проведения | Размер выборки | Уровень погрешности | Алекс Падилья (Д) | Марк Мейзер (Р) | Неопределившиеся |
| --------------- | ----------------- | -------------- | ------------------- | ----------------- | --------------- | ---------------- |
| Research Co.    | 4–6 ноября 2022   | 450 (ПИ)       | ±4,6%               | 59%               | 35%             | 6%               |
| SurveyUSA       | 7–10 октября 2022 | 1013 (ПИ)      | ±4%                 | 56%               | 34%             | 10%              |

Всеобщие выборы
| Источник опроса | Период проведения          | Размер выборки | Уровень погрешности | Алекс Падилья (Д) | Марк Мейзер (Р) | Неопределившиеся |
| --------------- | -------------------------- | -------------- | ------------------- | ----------------- | --------------- | ---------------- |
| Research Co.    | 4–6 ноября 2022            | 450 (ПИ)       | ±4,6%               | 60%               | 35%             | 5%               |
| USC             | 30 октября – 2 ноября 2022 | 802 (ЗИ)       | ±3,5%               | 63%               | 37%             | –                |
| ActiVote        | 22 июля – 20 октября 2022  | 208 (ПИ)       | ±7,0%               | 65%               | 35%             | –                |
| SurveyUSA       | 7–10 октября 2022          | 1013 (ПИ)      | ±4,4%               | 56%               | 34%             | 11%              |

### Результаты
| Кандидат | Кандидат                | Партия          | Голосов    | %     |
| -------- | ----------------------- | --------------- | ---------- | ----- |
|          | Алекс Падилья (действ.) | Демократическая | 6 559 303  | 60,89 |
|          | Марк Мейзер             | Республиканская | 4 212 446  | 39,11 |
| Всего    | Всего                   | Всего           | 10 771 749 | 100   |

| Кандидат | Кандидат                | Партия          | Голосов    | %     |
| -------- | ----------------------- | --------------- | ---------- | ----- |
|          | Алекс Падилья (действ.) | Демократическая | 6 621 616  | 61,06 |
|          | Марк Мейзер             | Республиканская | 4 222 025  | 38,94 |
| Всего    | Всего                   | Всего           | 10 843 641 | 100   |